# Ariosoma fasciatum
Ariosoma fasciatum är en fiskart som först beskrevs av Günther 1872.  Ariosoma fasciatum ingår i släktet Ariosoma och familjen havsålar. Inga underarter finns listade i Catalogue of Life.

## Bildgalleri

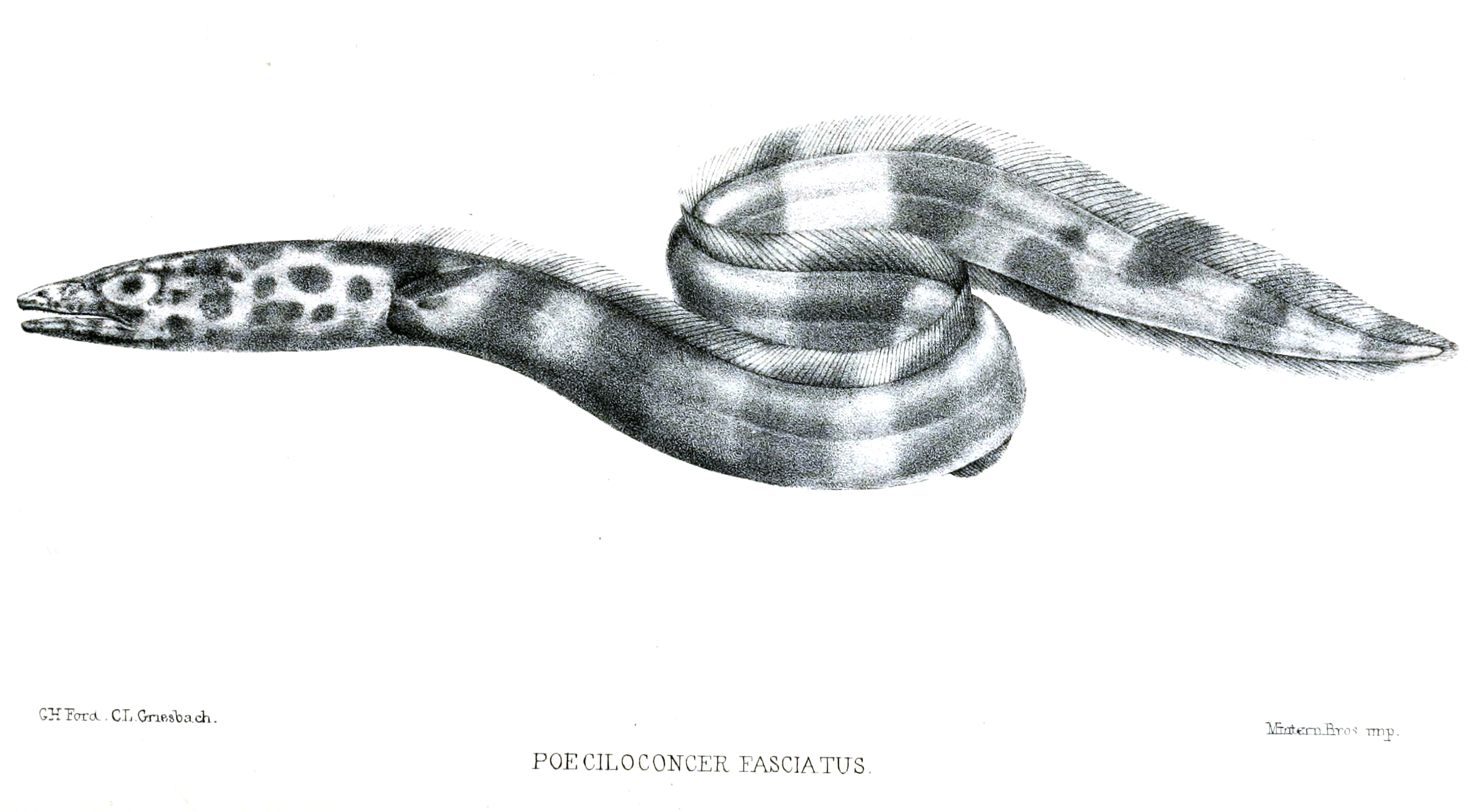